# جايسون غاريت
جايسون غاريت (بالإنجليزية: Jason Garrett)‏ هو لاعب كرة قدم أمريكية ولاعب كرة القدم الكندية أمريكي، ولد في 28 مارس 1966 في بنسيلفانيا في الولايات المتحدة.

## وصلات خارجية
- جايسون غاريت على موقع مرجع كرة القدم المحترفة.كوم (الإنجليزية)
- جايسون غاريت على موقع JustSportsStats.com (الإنجليزية)
- جايسون غاريت على موقع إن إن دي بي (الإنجليزية)